# Dorfkirche Berkholz (bei Schwedt)

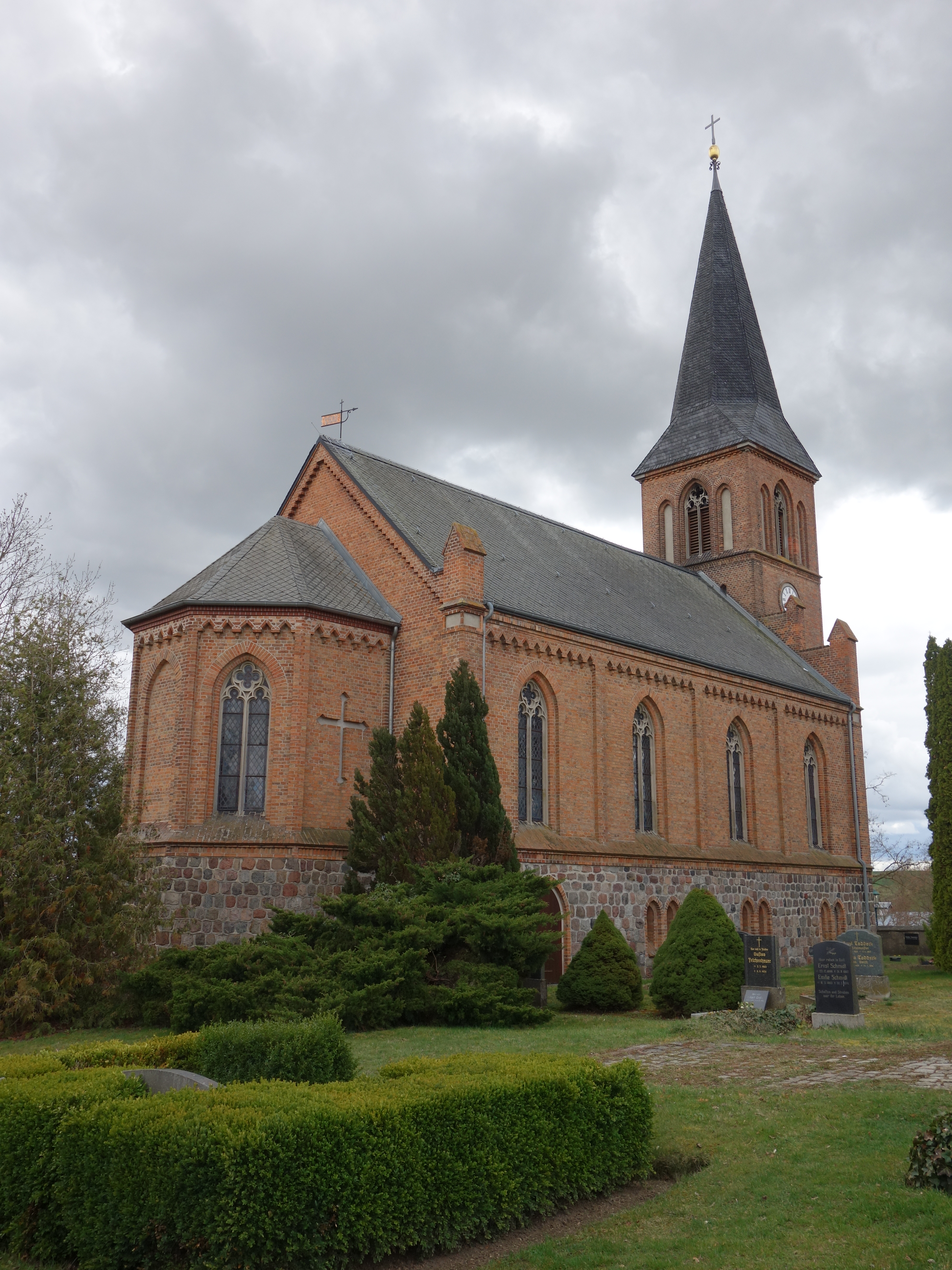
Nordostansicht

Die evangelische Dorfkirche Berkholz ist ein neugotisches Kirchengebäude im Ortsteil Berkholz der Stadt Schwedt/Oder  im Landkreis Uckermark  des deutschen Bundeslandes Brandenburg.
Die Kirchengemeinde gehört zum Kirchenkreis Uckermark der Evangelischen Kirche Berlin-Brandenburg-schlesische Oberlausitz.

## Architektur
Die einschiffige Saalkirche wurde zwischen 1886 und 1888 nach Plänen von Carl Niermann an Stelle der abgebrannten Vorgängerkirche errichtet. Das Kirchenschiff aus Backstein wurde auf einem Feldsteinsockel errichtet, dessen Material vom Vorgängerbau aus dem 13. Jh. stammt.  An der Westseite steht der eingezogene quadratische Turm mit Knickhelm. Der Ostabschluss wird durch eine polygonale Apsis mit steilem Kreuzgratgewölbe gebildet. Unter der Traufkante des Satteldachs befindet sich ein Dreiecksfries auf Lisenen.

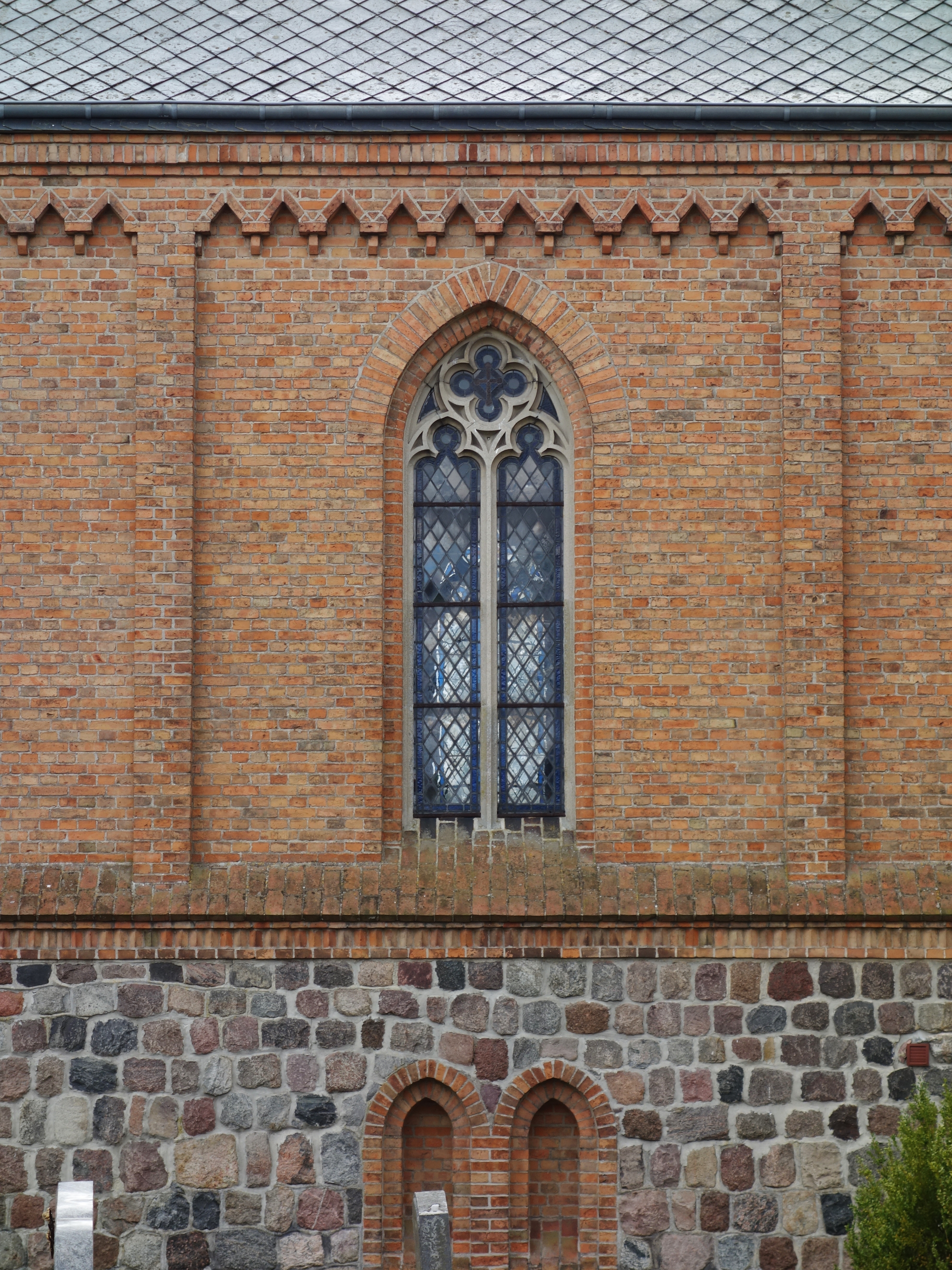
Bleiglasfenster

## Innengestaltung
Die schlichte Innenausstattung sowie die Orgel von Albert Lang stammen aus der Bauzeit. Sie hat fünf Register auf einem Manual und Pedal und wurde im Jahr 1979 durch Ulrich Fahlberg restauriert. Die drei Gussstahlglocken wurden bei der ersten Renovierung 1920 zugefügt. Auffallend sind die Bleiglasfenster.